# اوراوی
اوراوی (به لاتین: Uravi) یک منطقهٔ مسکونی در گرجستان است که در راچا-لچخومی و کومو سوانتی واقع شده‌است. اوراوی ۲۹۵ نفر جمعیت دارد و ۱٬۰۴۰ متر بالاتر از سطح دریا واقع شده‌است.